# Arrondissement Béziers
Béziers is een arrondissement van het Franse departement Hérault in de regio Occitanie. De onderprefectuur is Béziers.

## Kantons
Het arrondissement was tot 2014 samengesteld uit de volgende kantons:
- Kanton Agde
- Kanton Bédarieux
- Kanton Béziers-1
- Kanton Béziers-2
- Kanton Béziers-3
- Kanton Béziers-4
- Kanton Capestang
- Kanton Florensac
- Kanton Montagnac
- Kanton Murviel-lès-Béziers
- Kanton Olargues
- Kanton Olonzac
- Kanton Pézenas
- Kanton Roujan
- Kanton Saint-Chinian
- Kanton Saint-Gervais-sur-Mare
- Kanton Saint-Pons-de-Thomières
- Kanton La Salvetat-sur-Agout
- Kanton Servian

Na de herindeling van de kantons bij decreet van 26 februari 2014 met uitwerking op 22 maart 2015, en de grenswijziging van de arrondissementen per 1 januari 2017, zijn dat :
- Kanton Agde  (deel: 4/5)
- Kanton Béziers-1
- Kanton Béziers-2
- Kanton Béziers-3
- Kanton Cazouls-lès-Béziers
- Kanton Mèze  (deel: 7/18)
- Kanton Pézenas
- Kanton Saint-Pons-de-Thomières